# The Journeyman Project
The Journeyman Project (с англ. — «Проект „Путешественник“») — серия приключенческих компьютерных игр от первого лица в стиле фантастики, созданная компанией Presto Studios и выпущенная в продажу различными компаниями, включая Bandai, Sanctuary Woods и Red Orb Entertainment.

## Сюжет
В далёком будущем, после ужасных ядерных войн, человечество объединилось в одно мирное глобальное общество. За создание этой утопии человечеству была дана возможность присоединиться к межзвёздной организации под названием Содружество Мирных Существ.
В XXIV веке были изобретены технологии для путешествия во времени. Так был рождён проект «Путешественник», тайная программа для создания «Пегаса» —- первой машины времени. После небольшого периода тестирования было доказано, что путешествия во времени действительно возможны. Проект был дезактивирован, а «Пегас» передан в руки тайной организации Агентство по Безопасности Времени (англ. Temporal Security Agency), или АБВ. АБВ существует чтобы предотвратить дыры в пространстве-времени, так как изменения в прошлом могут изменить настоящее. Игрок управляет персонажем по имени Гэйдж Блэквуд, агент № 5 АБВ. Игры сосредоточены на путешествиях агента № 5 во времени, чтобы спасти Землю в настоящем.

## The Journeyman Project
В 1992 году, «The Journeyman Project» была одной из первых игр с высококачественной графикой. Но игра страдала от проблем с работой и медленной анимации из-за зависимости от Macromedia Director. Большинство этих проблем были решены в версии 2.0 названной «The Journeyman Project Turbo!» выпущенной в продажу компанией Sanctuary Woods в 1994 году.
Действие начинается с прибытием инопланетного посла чтобы утвердить присоединение Земли к Симбиотству Мирных Существ. Но когда во время вахты агента № 5 зафиксирована дыра во времени, всемирная история изменяется. В результате новой истории, человечество не принято в Симбиотство.

## The Journeyman Project: Pegasus Prime
Полный ремейк игры, выпущенный компанией Bandai в 1997 году, включающий в себя некоторых актёров из второй игры. «Pegasus Prime» имел улучшенную графику, звук, видео, и загадки. В Северной Америке, ремейк был выпущен исключительно для Power Macintosh, хотя также были созданы версии для Apple Pippin и Sony PlayStation в Японии. Версии для 3DO и Sega Saturn также были запланированы, но затем были отменены.

## The Journeyman Project 2: Buried in Time
Выпущенная в 1995 году компанией Sanctuary Woods, «Buried in Time» (рус. Погребённый во времени) был полным изменением в направлении серии, путешествуя в настоящие исторические места а не будущее. Интерфейс игры также был полностью переделан и имел больше сцен с актёрами чем первая игра.

## The Journeyman Project 3: Legacy of Time
Выпущенная в 1998 году компанией Red Orb Entertainment, последняя игра в серии использовала уникальную систему взаимодействия на 360 градусов без использования 3D графики. В игре было использовано гораздо больше актёров и костюмов, поскольку игроку уже не требовалось прятаться от местных жителей как раньше. В отличие от второй игры, местоположения в «Legacy of Time» (рус. Наследие времени) являются мифическими городами: Атлантида, Эльдорадо и Шангри-ла. Эта игра была одной из первых разработанных для DVD-ROM. Все три игры были также выпущены в 1999 году для Windows.

## The Journeyman Project 4
К сожалению, с закрытием Presto Studios в ноябре 2002 года, маловероятно что будут созданы последующие игры в серии в ближайшем будущем. Но сюжет четвёртой игры уже написан и «лежит на полке» где-то. В игре, Гэйдж и Артур возвращаются домой, но обнаруживают человека из их прошлого, угрожающего их будущему. Проект был отложен для создания Myst III: Exile.
В 2014 вышел The Journeyman Project Pegasus Prime: Enhanced Anniversary Edition